# اقتصاد گذار

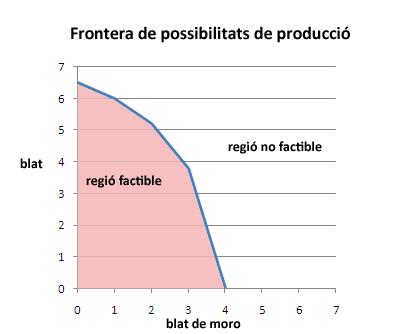
اقتصاد در حال گذار

اقتصاد گذار یا اقتصاد در حال گذار نظام اقتصادی است که از اقتصاد برنامه‌ریزی شده متمرکز به سوی اقتصاد بازار تغییر می‌کند. اقتصادهای گذار مجموعه ای از تحولات ساختاری را متحمل می‌شوند که به دنبال توسعه نهادها مبتنی بر بازار هستند. این اقدامات شامل آزاد سازی اقتصادی می‌شود که در آن قیمت‌ها به جای اینکه توسط یک سازمان برنامه‌ریزی مرکزی تعیین شوند به نیروهای بازار سپرده شده‌اند.